# 4114 Jasnorzewska
4114 Jasnorzewska eller 1982 QB1 är en asteroid i huvudbältet som upptäcktes den 19 augusti 1982 av den tjeckiske astronomen Zdeňka Vávrová vid Kleť-observatoriet. Den är uppkallad efter den polska poeten Maria Pawlikowska-Jasnorzewska.
Asteroiden har en diameter på ungefär 5 kilometer.